# Castromil (La Mezquita)
Castromil (llamada oficialmente Nosa Señora da Encarnación de Castromil) es una parroquia y un pueblo del municipio español de La Mezquita, en la provincia de Orense, Galicia.

## Toponimia
La parroquia también es conocida por el nombre de Nuestra Señora de la Encarnación de Castromil.

## Organización territorial
La parroquia está formada por una entidad de población:
- Castromil

## Demografía
Gráfica demográfica del pueblo y parroquia de Castromil según el INE español:
| Gráfica de evolución demográfica de Castromil entre 2000 y 2022 |
|                                                                 |
| Datos según el nomenclátor publicado por el INE.                |